# ليونارد إل. بيلي
ليونارد إل. بيلي (بالإنجليزية: Leonard L. Bailey)‏ هو جراح أمريكي، ولد في 1942.